# Чёрный Дол (хребет)
Чёрный Дол — хребет в Украинских Карпатах, в юго-западной части Черновицкой области, в пределах Вижницкого района. Простирается с юга на север между реками Перкалаб и Сарата (истоки Белого Черемоша). Южной частью хребта проходит украинско-румынская граница. Максимальная высота — 1493 м (гора  Чёрный Дол). Составлен палеозойскими кварцитами, кристаллическими сланцами, известняками. Куполообразные вершины и крутые склоны, покрытые еловыми лесами, встречаются выходы известняков. Для растительности характерны редкие группировки. На вершинах и кое-где среди лесов — полонины.
Ближайший населённый пункт: с. Сарата.
Согласно древним географическим источникам, Чёрный Дол относится к Мармарошскому массиву, и в частности к Чивчинским горам. Однако некоторые современные географы считают хребет частью  Яловичёрских гор.